# Eugène Jean Copman
Eugène Jean Copman, né à Bruges le 5 octobre 1839 et mort dans la même ville le 3 février 1930, est un graveur, dessinateur et peintre belge.
En 1861, l'artiste brugeois est lauréat du Prix de Rome belge en gravure. Ses œuvres sont notamment conservées au Musée Groeninge.

## Biographie

### Famille

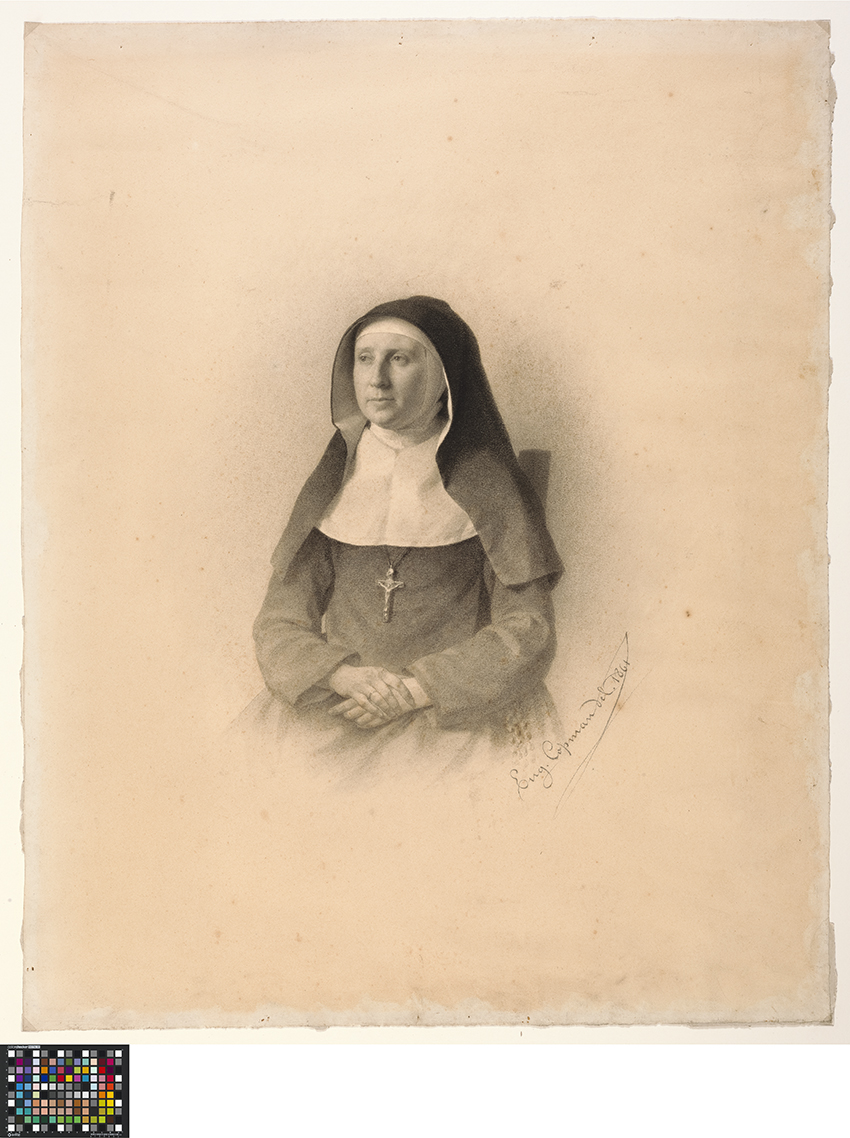
Portrait de sœur Agnès, née Louise Copman (1861), dessiné par son frère Eugène Jean Copman et conservé au Musée Groeninge.

Eugène Jean Copman, né à Bruges le 5 octobre 1839, est le fils d'Eugène Auguste Copman (1803-1868), bottier, et d'Anne Vantours (1801-1850), mariés à Bruges le 29 décembre 1826. Eugène Copman épouse à Bruges le 11 février 1903 Alice Van Maldeghem (née à Bruges le 15 septembre 1844), propriétaire, veuve de Victor van de Walle. Il a notamment une sœur, Louise Copman (née à Bruges le 3 juillet 1861), devenue religieuse sous le nom de sœur Agnès, et dont Eugène Copman réalise le portrait en 1861.

### Formation
Eugène Copman, orphelin de mère à l'âge de onze ans, est confié à la Bogardenschool (école de Bogarden), établissement dirigé par les frères alexiens à Bruges. L'école accueille des enfants défavorisés de la ville et leur dispense une formation professionnelle. Les religieux discernent très tôt les aptitudes artistiques de leur élève. Ensuite, en 1854, il devient élève à l'Académie des beaux-arts de Bruges, où il reçoit l'enseignement d'Edouard Wallays et remporte le premier prix du concours d'étude académique d'après un modèle vivant. Vers 1860, il devient étudiant à l'Académie royale des beaux-arts d'Anvers, où il est formé à la peinture par Nicaise De Keyser.
Le 27 septembre 1861, à l'unanimité du jury, il est désigné lauréat Prix de Rome belge en gravure. Cette récompense est assortie d'une pension annuelle durant quatre ans permettant au récipiendaire de parfaire sa formation à l'étranger, selon un itinéraire tracé à son intention. De 1862 à 1864, il étudie à Paris, puis, de 1865 à 1867, il poursuit ses études à Rome, où il copie La Vierge de Foligno de Raphaël, un travail de dessin qui occupe le plus clair de ses journées durant six mois. Il envoie également à Bruxelles trois études d'après nature et deux autres d'après l'antique,.

### Carrière
Eugène Copman commence à participer aux expositions triennales belges au Salon de Bruxelles de 1860, où il envoie deux dessins : un bas-relief d'après l'antique et une figure d'après nature. 
Du 18 octobre 1892, jusqu'à sa mort, Eugène Copman est conservateur du musée communal de peintures de la ville de Bruges, auquel il lègue son portefeuille de dessins.
Eugène Copman, figure brugeoise à l'allure martiale et à la mise soignée, témoin d'un long passé artistique, meurt, après une courte maladie, à l'âge de 90 ans à Bruges, ville où il a toujours résidé, le 3 février 1930. Il est inhumé au cimetière de Sainte-Croix.

## Œuvre

### Caractéristiques

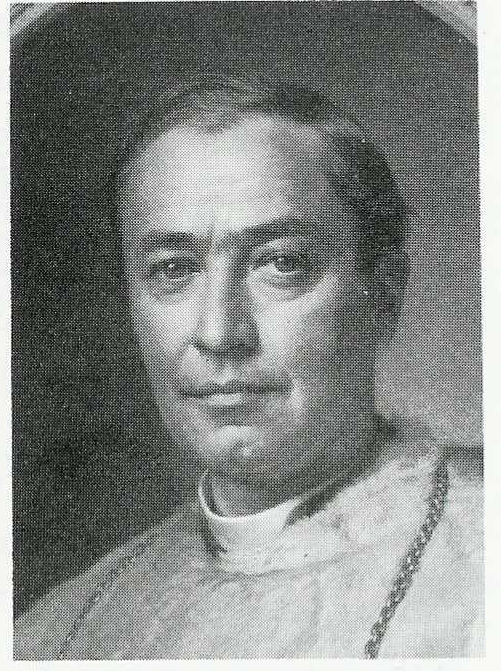
Gustave Waffelaert, gravure d'Eugène Jean Copman, Musée Groeninge.

Eugène Copman est surtout connu comme dessinateur de portraits, notamment ceux du cardinal Pierre-Lambert Goossens, de prélats brugeois : les évêques Jean-Baptiste Malou, Jean-Joseph Faict, Pierre de Brabandère et Gustave Waffelaert et du bourgmestre Amédée Visart de Bocarmé.
Eugène Copman se revendique du style de Hans Memling, mais selon Max Waller, ses compositions minutieuses de facture académique manquent d'émotion. L'artiste est correct à l'excès. Ses portraits sont veloutés comme des lithographies, chaque grain de peau est transporté sur le vélin, mais il manque l'âme de la figure. L'artiste modeste expose rarement, et demeure peu connu.

### Expositions
- Salon de Bruxelles de 1860 : un bas-relief d'après l'antique et une figure d'après nature[6].
- Salon d'Anvers de 1861 : Étude d'après nature, dessinée à la plume et Figure d'après nature, gravure en taille-douce[8].
- Salon d'Anvers de 1867 : La Vierge de Foligno, dessin d'après Raphaël[9].
- Salon de Bruxelles de 1869 : La Vierge de Foligno, dessin d'après Raphaël et Christ à la paille, d'après Rubens.
- Exposition universelle de 1878 à Paris : un portrait de dame.
- Cercle catholique de Bruges : exposition personnelle en mai 1888 : dessin et portraits d'après nature[7].

### Galerie de dessins

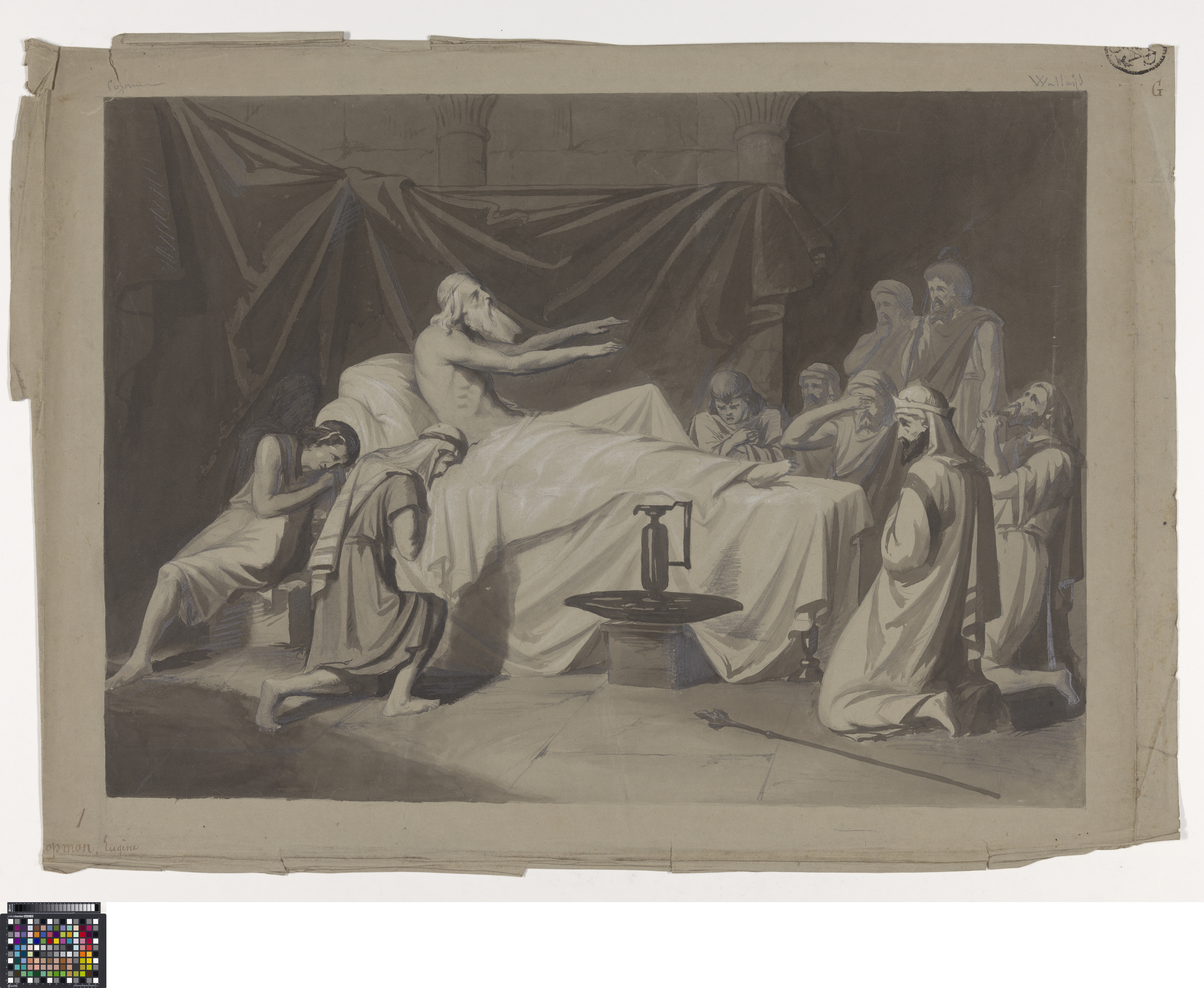
Étude de composition académique : Jacob bénissant son fils Joseph, (1855-1859).
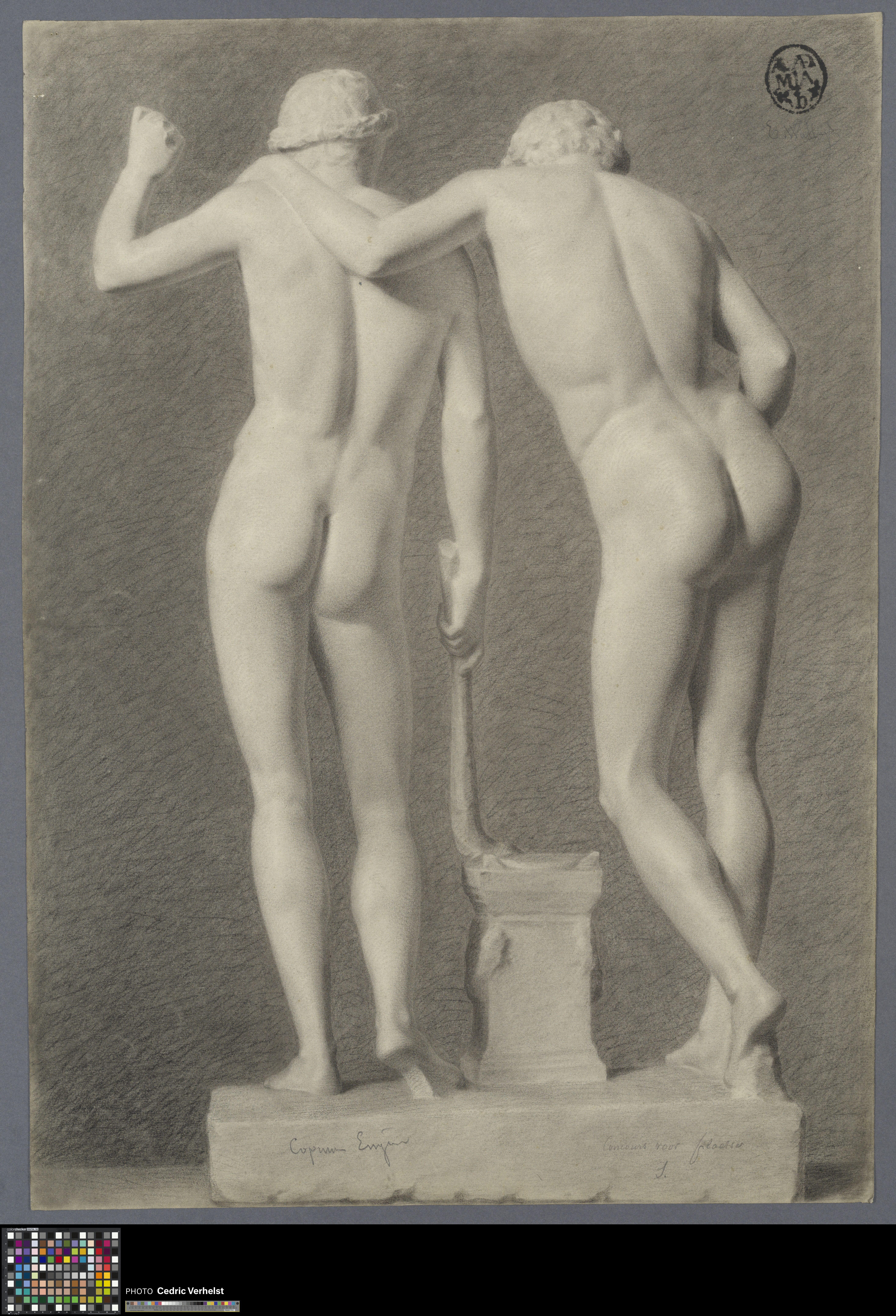
Étude académique d'après une sculpture du groupe de San Ildefonso, (1855-1859).
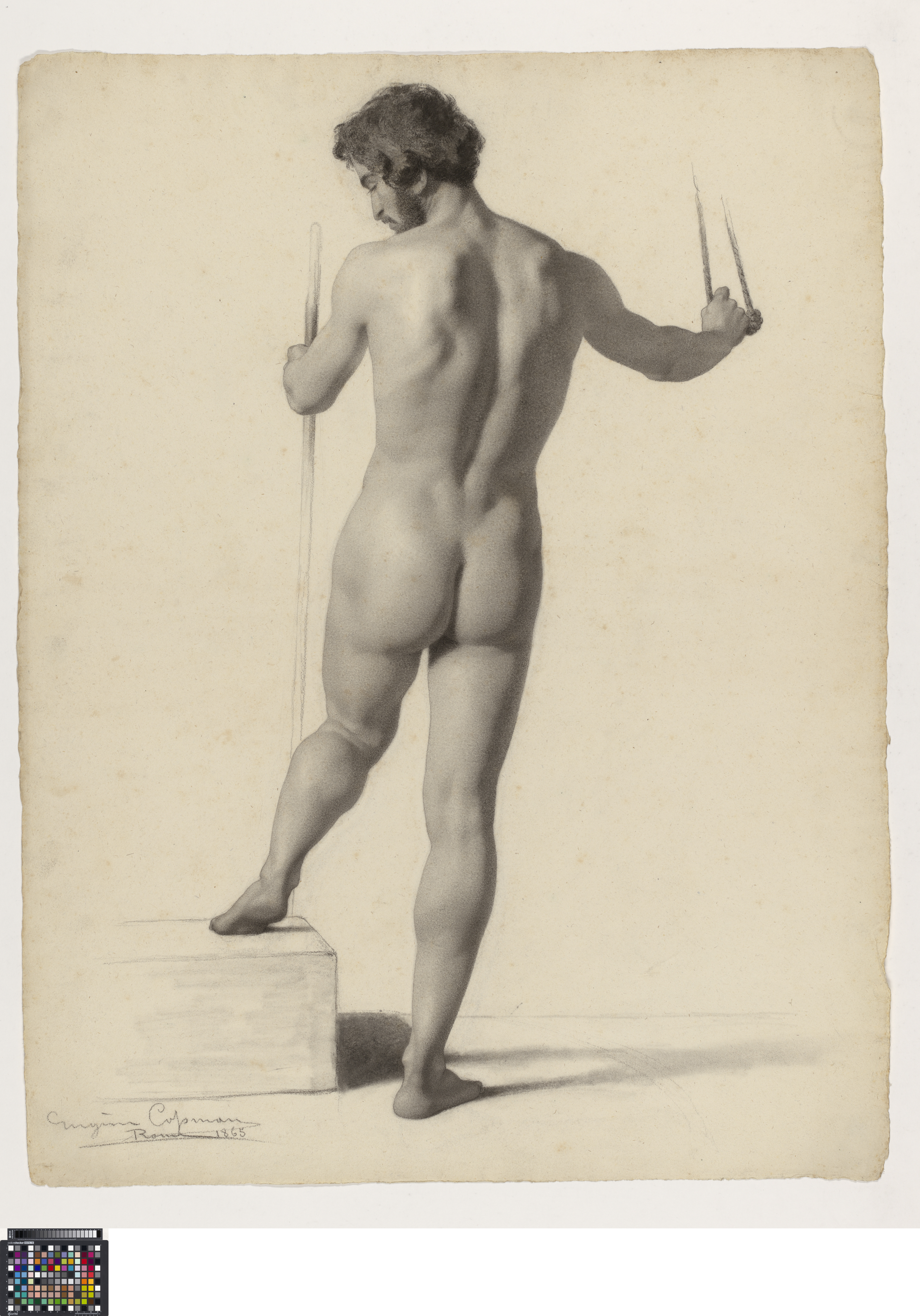
Étude académique d'après nature d'un homme nu, vu de derrière (1865).
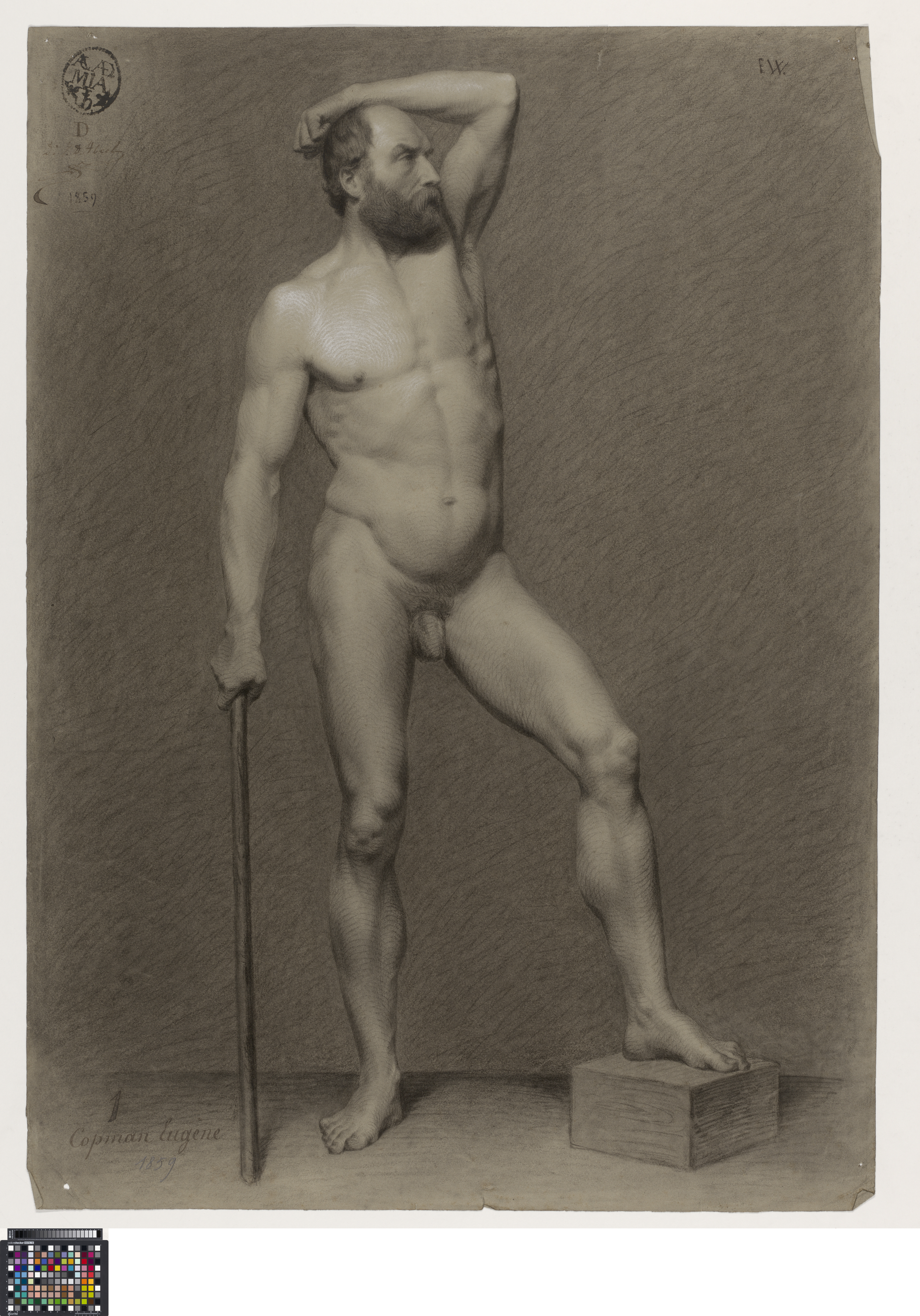
Étude académique d'après nature d'un homme nu debout (1859).

### Collection muséale
- Musée Groeninge à Bruges : cinq portraits.
- Cabinet des estampes du Musea Brugge : onze dessins et fusains[3].

## Honneur
- Chevalier de l'ordre de Léopold[3].
- Commandeur de l'ordre de Saint-Grégoire-le-Grand (juillet 1899)[3].